# Aleksandr Wozniesienski
Aleksandr Aleksiejewicz Wozniesienski (ros. Алекса́ндр Алексе́евич Вознесе́нский, ur. 5 marca 1898 we wsi Gołowkino w guberni tulskiej, zm. 28 października 1950) – radziecki ekonomista i działacz naukowy.

## Życiorys
Był bratem Nikołaja Wozniesienskiego, wicepremiera ZSRR. W 1923 ukończył Piotrogrodzki Uniwersytet Państwowy, na którym następnie był wykładowcą i kierownikiem katedry ekonomii politycznej, później dziekanem Wydziału Ekonomicznego Leningradzkiego Uniwersytetu Państwowego. Od 1927 należał do WKP(b), w 1939 otrzymał tytuł profesora, w latach 1941–1942 był rektorem Leningradzkiego Uniwersytetu Państwowego, a 1942–1944 – rektorem Saratowskiego Uniwersytetu Państwowego. Od 1944 do stycznia 1949 ponownie był rektorem Leningradzkiego Uniwersytetu Państwowego, a od 24 stycznia do 15 lipca 1949 ministrem oświaty RFSRR.
19 sierpnia 1949 został aresztowany, 27 października 1950 skazany na śmierć przez Wojskowe Kolegium Sądu Najwyższego ZSRR pod zarzutem „zdrady Ojczyzny i udziału w kontrrewolucyjnej organizacji i antyradzieckiej agitacji” i rozstrzelany. Jego prochy złożono na Cmentarzu Dońskim. 14 maja 1954 został pośmiertnie zrehabilitowany.